# Peralta (Albacete)
Peralta es una localidad española del municipio de Elche de la Sierra, perteneciente a la provincia de Albacete, en la comunidad autónoma de Castilla-La Mancha.

## Historia
Hacia mediados del siglo XIX, el lugar, ya por entonces perteneciente a Elche de la Sierra, tenía contabilizadas 6 casas. Aparece descrito en el decimosegundo volumen del Diccionario geográfico-estadístico-histórico de España y sus posesiones de Ultramar de Pascual Madoz de la siguiente manera:

PERALTA: cortijada de 6 casas en la prov. de Albacete, part. jud. de Yeste, térm. jurisd. de Elche.
(Madoz, 1849, p. 803)

En 2022, la entidad singular de población y el núcleo de población tenían empadronados 0 habitantes.